# Svjetsko prvenstvo u stolnom tenisu
Svjetska prvenstva za pojedince i parove u stolnom tenisu se održavaju svake dvije godine od 1957.
Do 1999. su se održavala istovremeno prvenstva u pojedinačnoj i reprezentativnoj konkurenciji. 2000. se prvi put održalo odvojeno prvenstvo za momčadi i djevojčadi, a 2001. se zadnji put održalo pojedinačno i ekipno prvenstvo. Od tada, naizmjence svake godine se održavaju prvenstva za pojedince i parove s prvenstvima za momčadi i djevojčadi.
| R.br. | Grad (Godina)      | Pojedinačno          | Pojedinačno                           | Parovi                            | Parovi                                             | Parovi                              |
| ----- | ------------------ | -------------------- | ------------------------------------- | --------------------------------- | -------------------------------------------------- | ----------------------------------- |
| R.br. | Grad (Godina)      | Muškarci             | Žene                                  | Muški                             | Ženski                                             | Miješani                            |
| 49.   | Zagreb (2007.)     | Wang Liqin           | Guo Yue                               | Ma Lin Chen Qi                    | Wang Nan Zhang Yining                              | Wang Liqin Guo Yue                  |
| 48.   | Šangaj (2005.)     | Wang Liqin           | Zhang Yining                          | Kong Linghui Wang Hao             | Wang Nan Zhang Yining                              | Wang Liqin Guo Yue                  |
| 47.   | Pariz (2003.)      | Werner Schlager      | Wang Nan                              | Wang Liqin Yan Sen                | Wang Nan Zhang Yining                              | Ma Lin Wang Nan                     |
| 46.   | Osaka (2001.)      | Wang Liqin           | Wang Nan                              | Wang Liqin Yan Sen                | Wang Nan Li Ju                                     | Qin Zhijian Yang Ying               |
| 45.   | Eindhoven (1999.)  | Liu Guoliang         | Wang Nan                              | Kong Linghui Liu Guoliang         | Wang Nan Li Ju                                     | Ma Lin Zhang Yingying               |
| 44.   | Manchester (1997.) | Jan-Ove Waldner      | Deng Yaping                           | Kong Linghui Liu Guoliang         | Deng Yaping Yang Ying                              | Liu Guoliang Wu Na                  |
| 43.   | Tianjin (1995.)    | Kong Linghui         | Deng Yaping                           | Wang Tao Lu Lin                   | Deng Yaping Qiao Hong                              | Wang Tao Liu Wei                    |
| 42.   | Göteborg (1993.)   | Jean-Philippe Gatien | Hyun Jung-Hwa                         | Wang Tao Lu Lin                   | Liu Wei Qiao Yunping                               | Wang Tao Liu Wei                    |
| 41.   | Chiba City (1991.) | Jörgen Persson       | Deng Yaping                           | Peter Karlsson Thomas von Scheele | Chen Zihe Gao Jun                                  | Wang Tao Liu Wei                    |
| 40.   | Dortmund (1989.)   | Jan-Ove Waldner      | Qiao Hong                             | Jörg Roßkopf Steffen Fetzner      | Deng Yaping Qiao Hong                              | Yoo Nam-Kyu Hyun Jung-Hwa           |
| 39.   | New Delhi (1987.)  | Jiang Jialiang       | He Zhili                              | Chen Longcan Wei Qingguang        | Hyun Jung-Hwa Yang Young-Ja                        | Hui Jun Geng Lijuan                 |
| 38.   | Göteborg (1985.)   | Jiang Jialiang       | Cao Yanhua                            | Mikael Appelgren Ulf Carlsson     | Dai Lili Geng Lijuan                               | Cai Zhenhua Cao Yanhua              |
| 37.   | Tokio (1983.)      | Guo Yuehua           | Cao Yanhua                            | Zoran Kalinić Dragutin Šurbek     | Dai Lili Shen Jianping                             | Guo Yuehua Ni Xialian               |
| 36.   | Novi Sad (1981.)   | Guo Yuehua           | Tong Ling                             | Cai Zhenhua Li Zhenshi            | Cao Yanhua Zhang Deying                            | Xie Saike Huang Junqun              |
| 35.   | Pjongjang (1979.)  | Seiji Ono            | Ge Xinai                              | Dragutin Šurbek Antun Stipančić   | Zhang Deying Zhang Li                              | Liang Geliang Ge Xinai              |
| 34.   | Birmingham (1977.) | Mitsuru Kohno        | Pak Yung Sun                          | Li Zhenshi Liang Geliang          | Pak Yong Ok Yang Ying                              | Jacques Secretin Claude Bergeret    |
| 33.   | Kalkuta (1975.)    | István Jónyer        | Pak Yung Sun                          | István Jónyer Gabor Gergely       | Maria Alexandru-Golopenta Shoko Takahashi          | Stanislav Gomozkov Tatiana Ferdman  |
| 32.   | Sarajevo (1973.)   | Xi Enting            | Hu Yulan                              | Stellan Bengtsson Kjell Johansson | Maria Alexandru-Golopenta Miho Hamada              | Liang Geliang Li Li                 |
| 31.   | Nagoja (1971.)     | Stellan Bengtsson    | Lin Huiqing                           | István Jónyer Tibor Klampar       | Zheng Minzhi Lin Huiqing                           | Zhang Xielin Lin Huiqing            |
| 30.   | München (1969.)    | Shigeo Itoh          | Toshiko Kowada                        | Hans Alser Kjell Johansson        | Svetlana Fedorova-Grinberg Zoja Rudnova            | Nobuhiko Hasegawa Yasuko Konno      |
| 29.   | Stockholm (1967.)  | Nobuhiko Hasegawa    | Sachiko Morisawa                      | Hans Alser Kjell Johansson        | Sachiko Morisawa Saeko Hirota                      | Nobuhiko Hasegawa Noriko Yamanaka   |
| 28.   | Ljubljana (1965.)  | Zhuang Zedong        | Naoko Fukazu                          | Zhuang Zedong Xu Yinsheng         | Zheng Minzhi Lin Huiqing                           | Koji Kimura Masako Seki             |
| 27.   | Prag (1963.)       | Zhuang Zedong        | Kimiyo Matsuzaki                      | Zhang Xielin Wang Zhiliang        | Kimiyo Matsuzaki Masako Seki                       | Koji Kimura Kazuko Ito-Yamaizumi    |
| 26.   | Peking (1961.)     | Zhuang Zedong        | Qiu Zhonghui                          | Koji Kimura Nobuya Hoshino        | Maria Alexandru-Golopenta Georgita Pitica-Strugaru | Ichiro Ogimura Kimiyo Matsuzaki     |
| 25.   | Dortmund (1959.)   | Rong Guotuan         | Kimiyo Matsuzaki                      | Ichiro Ogimura Teruo Murakami     | Kazuko Ito-Yamaizumi Taeko Namba                   | Ichiro Ogimura Fujie Eguchi         |
| 24.   | Stockholm (1957.)  | Toshio Tanaka        | Fujie Eguchi                          | Ivan Andreandis Ladislav Stipek   | Livia Mossoczy Agnes Simon-Almasi                  | Ichiro Ogimura Fujie Eguchi         |
| 23.   | Tokio (1956.)      | Ichiro Ogimura       | Tomie Okawa                           | Ichiro Ogimura Yoshio Tomita      | Gizella Farkas Ella Zeller                         | Erwin Klein Leah Neuberger-Thall    |
| 22.   | Utrecht (1955.)    | Toshio Tanaka        | Angelica Rozeanu                      | Ivan Andreandis Ladislav Stipek   | Gizella Farkas Ella Zeller                         | Kalman Szepesi Eva Foldi-Koczian    |
| 21.   | Wembley (1954.)    | Ichiro Ogimura       | Angelica Rozeanu                      | Žarko Dolinar Vilim Harangozo     | Rosalind Rowe Diane Scholer-Rowe                   | Ivan Andreandis Gizella Farkas      |
| 20.   | Bukurešt (1953.)   | Ferenc Sidó          | Angelica Rozeanu                      | Ferenc Sidó Jozsef Koczian        | Angelica Rozeanu Gizella Farkas                    | Ferenc Sidó Angelica Rozeanu        |
| 19.   | Bombaj (1952.)     | Hiroji Satoh         | Angelica Rozeanu                      | Norikazu Fujii Tadaki Hayashi     | Shizuki Narahara Tomie Nishimura                   | Ferenc Sidó Angelica Rozeanu        |
| 18.   | Beč (1951.)        | Johnny Leach         | Angelica Rozeanu                      | Bohumil Vana Ivan Andreandis      | Rosalind Rowe Diane Scholer-Rowe                   | Bohumil Vana Angelica Rozeanu       |
| 17.   | Budimpešta (1950.) | Richard Bergmann     | Angelica Rozeanu                      | Ferenc Sidó Ferenc Soos           | Helen Elliot Dora Beregi                           | Ferenc Sidó Gizella Farkas          |
| 16.   | Stockholm (1949.)  | Johnny Leach         | Gizella Farkas                        | Ivan Andreandis Frantisek Tokar   | Gizella Farkas Helen Elliot                        | Ferenc Sidó Gizella Farkas          |
| 15.   | Wembley (1948.)    | Richard Bergmann     | Gizella Farkas                        | Bohumil Vana Ladislav Stipek      | Margaret Franks Vera Thomas-Dace                   | Richard Miles Thelma Thall          |
| 14.   | Pariz (1947.)      | Bohumil Vana         | Gizella Farkas                        | Bohumil Vana Adolf Slar           | Gizella Farkas Gertrude Pritzi                     | Ferenc Soos Gizella Farkas          |
| 13.   | Kairo (1939.)      | Richard Bergmann     | Vlasta Depetrisova                    | Viktor Barna Richard Bergmann     | Gertrude Pritzi Hilde Bussmann                     | Bohumil Vana Vera Votrubcova        |
| 12.   | Wembley (1938.)    | Bohumil Vana         | Gertrude Pritzi                       | Sol Shiff James McClure           | Vlasta Pokorna-Depetrisova Vera Votrubcova         | Laszlo Bellak Wendy Woodhead        |
| 11    | Baden (1937.)      | Richard Bergmann     | Gertrude Pritzi                       | Robert Blattner James McClure     | Vlasta Pokorna-Depetrisova Vera Votrubcova         | Bohumil Vana Vera Votrubcova        |
| 11    | Baden (1937.)      | Richard Bergmann     | Ruth Aarons                           | Robert Blattner James McClure     | Vlasta Pokorna-Depetrisova Vera Votrubcova         | Bohumil Vana Vera Votrubcova        |
| 10.   | Prag (1936.)       | Stanislav Kolar      | Marie Kettnerova Marie Smida-Masakova | Robert Blattner James McClure     | Miloslav Hamr Gertrude Kleinova                    |                                     |
| 9.    | Wembley (1935.)    | Viktor Barna         | Marie Kettnerova                      | Viktor Barna Miklós Szabados      | Maria Mednyanszky Anna Sipos                       | Viktor Barna Anna Sipos             |
| 8.    | Pariz (1934.)      | Viktor Barna         | Marie Kettnerova                      | Viktor Barna Miklós Szabados      | Maria Mednyanszky Anna Sipos                       | Miklós Szabados Maria Mednyanszky   |
| 7.    | Baden (1933.)      | Viktor Barna         | Anna Sipos                            | Viktor Barna Miklós Szabados      | Maria Mednyanszky Anna Sipos                       | Istvan Kelen Maria Mednyanszky      |
| 6.    | Prag (1932.)       | Viktor Barna         | Anna Sipos                            | Viktor Barna Miklós Szabados      | Maria Mednyanszky Anna Sipos                       | Viktor Barna Anna Sipos             |
| 5     | Budimpešta (1931.) | Miklós Szabados      | Maria Mednyanszky                     | Viktor Barna Miklós Szabados      | Maria Mednyanszky Anna Sipos                       | Miklós Szabados Maria Mednyanszky   |
| 4.    | Berlin (1930.)     | Viktor Barna         | Maria Mednyanszky                     | Viktor Barna Miklós Szabados      | Maria Mednyanszky Anna Sipos                       | Miklós Szabados Maria Mednyanszky   |
| 3.    | Budimpešta (1929.) | Fred Perry           | Maria Mednyanszky                     | Viktor Barna Miklós Szabados      | Erika Metzger Mona Muller-Ruster                   | Istvan Kelen Anna Sipos             |
| 2.    | Stockholm (1928.)  | Zoltán Mechlovits    | Maria Mednyanszky                     | Alfred Liebster Robert Thum       | Maria Mednyanszky Fanchette Flamm                  | Zoltán Mechlovits Maria Mednyanszky |
| 1.    | London (1926.)     | Roland Jacobi        | Maria Mednyanszky                     | Roland Jacobi Daniel Pecsi        |                                                    | Zoltán Mechlovits Maria Mednyanszky |